# Barahona (kawa)
Barahona – nazwa handlowa jednej z odmian kawy arabika uprawianych na Dominikanie. Należy do najlepszych odmian pochodzących z tego kraju. Jakością i smakiem zbliżona jest do jamajskiej kawy Blue Mountain.
Barahona jest bardziej kwasowata i mocniejsza od innych kaw dominikańskich, jednocześnie dając napar o przyjemnej słodyczy. Charakteryzuje się nutami karmelu, migdałów, słodkiej wanilii i cukru trzcinowego. Nadaje się do espresso, americano lub flat white. Zbiory tego gatunku nie są duże. Odmianę klasyfikuje się według norm nowojorskich.
Najbardziej poszukiwanym gatunkiem jest Barahona Lavados, która charakteryzuje się delikatnie słodkawym posmakiem.